# Oneirodes appendixus
Oneirodes appendixus is een straalvinnige vissensoort uit de familie van armvinnigen (Oneirodidae). De wetenschappelijke naam van de soort is voor het eerst geldig gepubliceerd in 1988 door Ni & Xu.